# Barbarian Football Club
O Barbarian Football Club, popularmente conhecido apenas como Barbarians, é um clube de rugby union criado em 1884, época em que a palavra football, ainda utilizada nos nomes de muitos dos primeiros clube de rugby do mundo, também poderia designar este esporte, do qual é um dos maiores ícones mundiais.
Apelidado de Baa-baas, é um clube diferente: foi criado na cidade de Bradford, mas não é considerado um clube da cidade, sem possuir também estádio e time fixo próprios, disputando apenas amistosos. Funciona como uma espécie de "seleção do mundo", por convidar os melhores jogadores do planeta para enfrentar as melhores seleções nacionais. Outra singularidade está no seu uniforme: consiste em camisa listrada horizontalmente em branco e preto e calções pretos. Não há meiões do clube: no lugar, os jogadores utilizam os meiões dos clubes onde atuam, ou onde começaram, ou ainda da seleção provincial ou nacional onde jogam.
Além do nível técnico do jogador, o convite para atuar no Barbarians baseia-se também no comportamento tanto dentro quanto fora de campo do atleta. Receber o convite é uma honra e prestígio para todo rugbier. Isto está na essência do clube desde a sua fundação, embalada para promover confraternização e celebração do espírito rugbier, e outro dos ideais do clube é o de promover sempre espetáculos vistosos e festivos, ganhando ou perdendo. Há também as tradições de chamar por vez ao menos um jogador que nunca tenha atuado pela seleção de seu país, bem como de um representante do próprio oponente.
Tradicionalmente, o Barbarians costuma ser o último adversário enfrentado por África do Sul, Austrália (contra quem a tradição de enfrentar seleções começou, em 1948 ) e Nova Zelândia, as principais seleções do hemisfério sul, quando estas fazem turnês pela Grã-Bretanha, no chamado The Final Challenge. Foi contra os neozelandeses, em 1973, que foi realizado aquele que é tido como o try mais famoso do esporte, em um jogo também considerado como um dos melhores da história do rugby. Ocorreu em Cardiff, anotado nos primeiros minutos da partida, pelo galês Gareth Edwards, tido como um dos melhores rugbiers do século XX.
Outra partida lembrada ocorreu em 1977: para celebrar o jubileu de prata do reinado da Rainha Elizabeth II, o clube duelou contra os British and Irish Lions, a seleção britânico-irlandesa, também utilizada para amistosos. O clube esteve ainda na reinauguração de Wembley, em 2008, em amistoso contra a Austrália que também celebrou o centenário dos Jogos Olímpicos de Verão de 1908, realizados em Londres e que tiveram o rugby union como modalidade olímpica pela primeira vez, em final vencida pelos australianos (competindo pela Australásia) contra a seleção britânica (representada pela Cornualha). A equipe chegou a disputar também torneios de rugby sevens, a nova modalidade olímpica do rugby.
Os ideais do clube espalharam-se pelo mundo, com outros Barbarians sendo criados, inclusive em Portugal (fundado em 1990 e um dos oito oficialmente reconhecidos pelo original) e em São Paulo (criado por estrangeiros de diversos países que se uniram para jogar rugby). Dentre os homônimos, o de maior prestígio é o Barbarian Rugby Club, conhecido como Barbarians Franceses, criado em 1979 e também reconhecido oficialmente. Outro com reconhecimento é o da África do Sul, fundado em 1960, que foi o primeiro time multirracial deste país. Era promovido exatamente pela única União de Rugby sul-africana não-racial, na época do apartheid, onde haviam uma entidade de rugby para brancos, uma para negros e outra para mestiços.